# Town Kelloe
Town Kelloe – wieś w Anglii, w hrabstwie Durham. Leży 10 km na południowy wschód od miasta Durham i 368 km na północ od Londynu.